# The Man who Dared (pel·lícula de 1913)
The Man who Dared és una pel·lícula muda de l'Éclair American protagonitzada per Barbara Tennant, Jack W. Johnston i Frederick Truesdell. La pel·lícula, de dues bobines, es va estrenar el 27 de febrer de 1913.

## Argument
Tess és una noia sense lligams per la qual el sergent Harry Smith de la policia muntada del Canadà sent una forta passió. En un ball al poble intenta seduir-la però se li avança Jack Stone, el cap d’una banda de traficants de licor. Aquest ho fa perquè és el germà de l'esposa del sergent. Com a conseqüència, la policia intenta registrar la cabana on la banda destil·la el whisky. Avisats, la banda la crema per eliminar qualsevol proba del delicte i escapa a les muntanyes. L’oficial persegueix el cap de la banda i passat un temps acaba exhaust. Jack el troba desmaiat i se l'emporta al seu refugi per ajudar-lo. L'endemà en recobrar-se es produeix un duel en el que tots dos acaben ferits. Jack aconsegueix tornar al poble i avisa la seva germana que troba el seu marit. En arribar tots dos al poble es troben Jack moribund assistit per Tess. Allà, Jack explica a Smith que ho ha fet tot per la seva germana i decideix canviar la seva vida.

## Repartiment
- Barbara Tennant (“Tess of the Hills”)
- Frederick Truesdell (sergent Harry Smith)
- Julia Stuart (Julia Smith)
- Jack W. Johnston (Jack Stone)
- Alec B. Francis (caporal Jones)